# 1892 en football
Cet article présente les faits marquants de l'année 1892 en football.

## Mars
- 5 mars : à Wrexham, l’Angleterre bat le Pays de Galles 2-1.
- 15 mars : fondation du club de Liverpool FC. Le club est fondé par le propriétaire d’Anfield, John Houlding, qui voit partir Everton vers Goodison Park.
- 19 mars : finale de la 21e FA Cup (161 inscrits). West Bromwich Albion 3, Aston Villa 0. 25 000 spectateurs au Kennington Oval.
- Fondation à Strasbourg du club « Strassburger Fussballverein ». La date de 1890 fut longtemps évoquée.
- Mars : fondation par des Britanniques résidant à Paris du club du Standard A.C..

## Avril
- 2 avril : à Glasgow, l'Angleterre bat l’Écosse : 4-1.
- 18 avril : Sunderland AFC (21 victoires et 5 défaites) est sacré champion d’Angleterre.

## Mai
- 7 mai : Dumbarton conserve le titre de champion d’Écosse.
- 14 mai : fondation du club néerlandais du Vitesse Arnhem.
- Titre non attribué en championnat de Copenhague car trois formations terminent à égalité : AB, OB et KB.

## Août
- 24 août : inauguration du stade de Goodison Park (Liverpool) par un meeting d’athlétisme et un feu d’artifice devant 12 000 spectateurs. L’antre d’Everton est le stade le plus moderne en Angleterre.

## Septembre
- 1er septembre : le club anglais d’Everton étrenne son nouveau stade de Goodison Park en accueillant Bolton Wanderers à l’occasion d’un match amical de pré-saison.
- 1er septembre : fondation en Belgique, du FC Liège qui, en 1896, sera le tout premier champion de Belgique de football.

- 13 septembre : arrêté préfectoral reconnaissant l’existence du club de football parisien du Club français qui débuta ses activités dès l’automne 1890.

## Novembre
- 1er novembre : premier match opposant le Standard A.C. et le Club français. Cette affiche dont la première édition se solde par un match nul tiendra en haleine les passionnés de football à Paris pendant une décennie. Pour Géo Duhamel, il s'agit du premier match de football joué entre deux clubs en France[1]. Et d'ajouter : « Est-ce à dire que l'on n’avait jamais joué au football en France avant octobre 1891 (date de fondation des White Rovers)? Non pas, mais les efforts furent dispersés ; il n'y eut jamais solution de continuité et jamais une rencontre entre deux équipes de clubs n'avait eu lieu. »